# (37771) 1997 GQ22
1997 GQ22 (asteroide 37771) é um asteroide da cintura principal. Possui uma excentricidade de 0.14934730 e uma inclinação de 12.92177º.
Este asteroide foi descoberto no dia 6 de abril de 1997 por LINEAR em Socorro.